# 菲耶爾賓齊-特爾格
44°41′N 26°23′E / 44.683°N 26.383°E
菲耶爾賓齊-特爾格（羅馬尼亞語：Fierbinți-Târg），是羅馬尼亞的城鎮，位於該國東南部，由雅洛米察縣負責管轄，面積43平方公里，海拔高度80米，2011年人口4,969，人口密度每平方公里116人。